# Leucania larseni
Leucania larseni là một loài bướm đêm trong họ Noctuidae.